# Grab (bedrijf)
Grab Holdings Inc., vroeger ook bekend als MyTeksi en GrabTaxi, is een in Singapore gevestigd bedrijf dat gespecialiseerd is in transport en logistiek.
Naast transport in de vorm van taxivervoer biedt het bedrijf etensbezorging en digitale betaaldiensten aan via een mobiele app. Het bedrijf werd oorspronkelijk in Maleisië opgericht en verplaatste later het hoofdkantoor naar Singapore. Het bedrijf is actief in de Zuidoost-Aziatische landen Singapore, Maleisië, Indonesië, Filipijnen, Vietnam, Thailand, Myanmar, en Cambodja. Het bedrijf heeft een marktwaarde van meer dan 10 miljard USD.